# Зона свободного маневрирования
Зона свободного маневрирования (англ. Immune zone) — показатель бронирования корабля, характеризуется диапазоном дистанций, на которых броня корабля выдерживает попадания снарядов. Ограничивается ближним пределом зоны свободного маневрирования — расстоянием, с которого снаряд уже не пробивает броневой пояс корабля и дальним пределом зоны свободного маневрирования — расстоянием, с которого летящий по баллистической траектории снаряд начинает поражать палубную защиту. Соответственно, чем диапазон этих расстояний шире, тем больше возможностей остается у корабля принять оптимальные для себя дистанции боя.